# محطة فوستوك

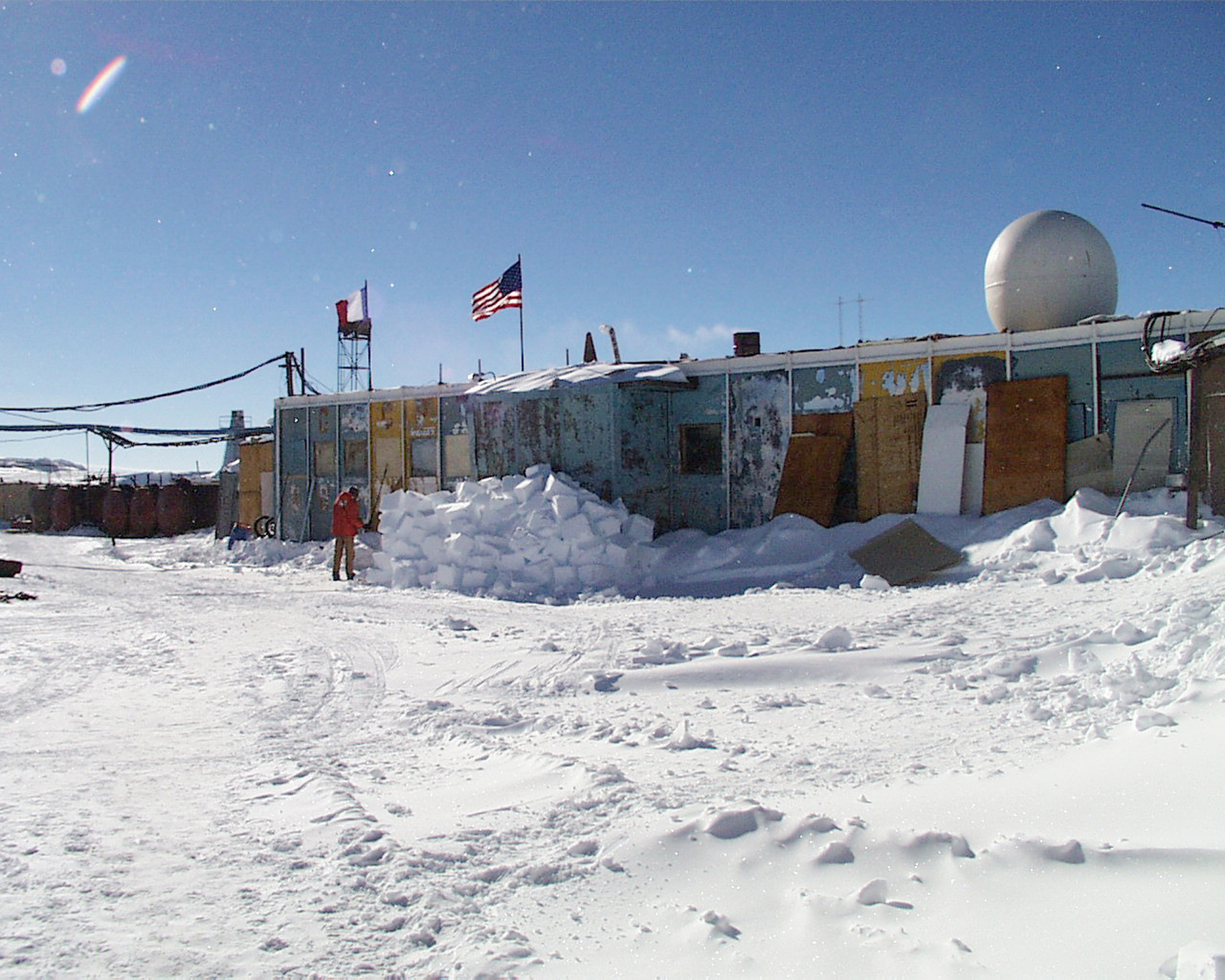

محطة فوستوك (بالروسية: Ста́нция Восто́к) هي محطة أبحاث روسية تقع في القارة القطبية الجنوبية. أسسها الاتحاد السوفيتي في عام 1957، تقع المحطة في جنوب القطب البارد، مع أدنى درجة حرارة طبيعية تم قياسها على الأرض وهي - 97 درجة مئوية (−128.6 درجة فهرنهايتية, 184 كيلفن). الأبحاث تتضمن أبحاث العينات اللبية الجليدية وأبحاث القياس المغناطيسي. تمت تسميتها نسبة إلى فوستوك، وهي السفينة الرئيسة في أول بعثة استكشافية روسية في القطب الجنوبي، والتي كان يقودها القبطان فابيان فون بيلنجشاسين (السفينة الثانية ميرني والتي كان يقودها ميخائيل لازاريف هي سبب تسمية محطة ميرني).

## وصف المحطة
تقع محطة الأبحاث فوستوك على بعد حوالي 1300 كم (800 ميل تقريباً) عن القطب الجنوبي الجغرافي، في شرق الصفيحة الجليدية في القارة القطبية الجنوبية، وداخل الإقليم الأسترالي في القارة القطبية الجنوبية. بصفتها دولة موقعة على معاهدة القطب الجنوبي، لا يحق لأستراليا سيادة هذا الإقليم.
تقع فوستوك بالقرب من القطب الجنوبي الذي يصعب الوصول إليه والقطب الجنوبي الجيومغنطيسي، مما يجعلها من أفضل المناطق لدراسة الغلاف المغناطيسي للأرض، ودراسات أخرى مثل الجيوفيزياء، والطب، وعلم المناخ، وقياس الإشعاع الحراري.
تقع المحطة على ارتفاع 3,488 متر (11,444 قدم) من على سطح البحر، وتعد واحدة من أكثر محطات الأبحاث عزلة في القارة القطبية الجنوبية. تحتوي المحطة عادة على 25 عالماً ومهندساً في فصل الصيف. أما في فصل الشتاء، فتقل أعدادهم إلى 13 فقط.
محطة الأبحاث الدائمة الوحيدة التي تقع في أقصى الجنوب هي محطة أمندسن سكوت، والتي تديرها الولايات المتحدة الأمريكية في القطب الجنوبي.
وقد تم وصف بعض التحديات التي واجهها أولئك الذين يعيشون في هذه المحطة في كتب فلاديمير سانين مثل عضو جديد في القطب الجنوبي (1973), 72 درجة تحت الصفر (1975), وغيرها.

## تاريخ المحطة

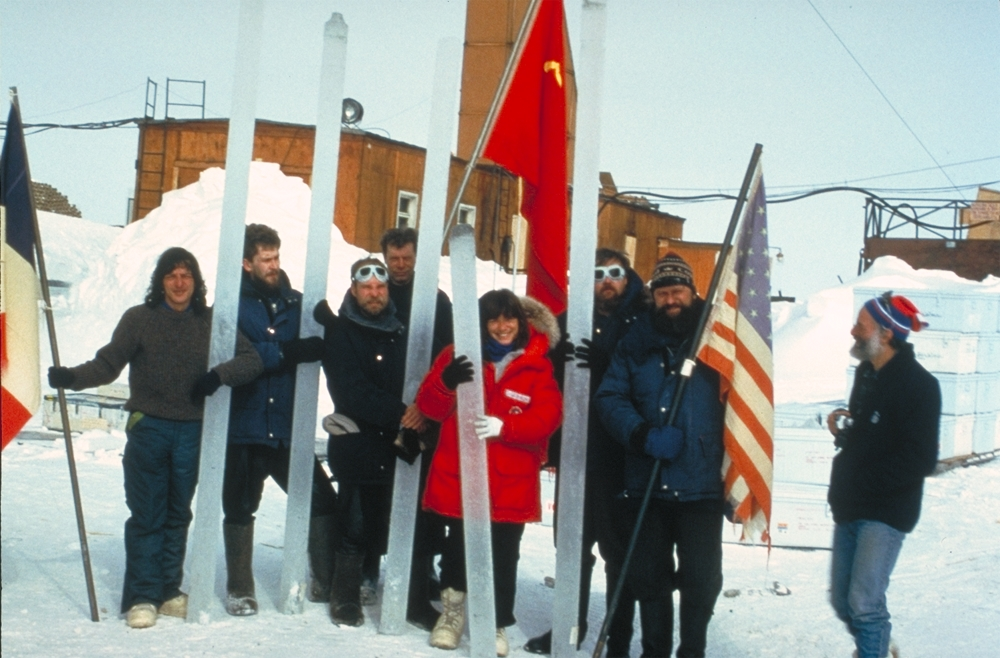
عينات جليدية مستخرجة من فوستوك، ويظهر جزء من المحطة في الخلف

تأسست محطة فوستوك في 16 ديسمبر 1957 (خلال السنة الجيوفيزيائية الدولية) من قبل البعثة السوفيتية الثانية في القطب الجنوبي، وكانت تعمل على مدار السنة لأكثر من 37 عاما. تم إيقاف المحطة مؤقتاً من فبراير إلى نوفمبر 1994.
في عام 1974, عندما أجرى علماء بريطانيون في القارة القطبية الجنوبية مسح بواسطة الرادار الجوي المخترق للجليد وكشفوا عن موجات راديو غريبة في الموقع تكشف عن وجود بحيرة مياه عذبة سائلة تحت الجليد، ولكن هذا الاكتشاف لا يصدقه العقل بسهولة. في عام 1991, قام جيف ريدلي -وهو متخصص في الاستشعار عن بعد يعمل في مختبر علوم الفضاء مولراد في كلية لندن الجامعية - بتوجيه قمر صناعي أوروبي يدعى إي أر إس-1 لتحويل موجات القمر الصناعي عالية التردد إلى وسط الصفيحة الجليدية في القطب الجنوبي. وأكد القمر الصناعي على اكتشاف العلماء البريطانيين عام 1974, ولكن لم يتم نشر الاكتشاف في مجلة علم الجليد حتى عام 1993. كشف الرادار الفضائي أن بحيرة فوستوك العذبة واحدة من أكبر بحيرات في العالم -وتعتبر واحدة من 140 بحيرة تحت الجليد في القارة القطبية الجنوبية. قام العلماء الروس والبريطانيون برسم البحيرة في عام 1996 من خلال دمج مجموعة متنوعة من البيانات، بما في ذلك البيانات المصورة بواسطة الرادار الجوي المخترق للجليد وقياسات الارتفاع الملتقطة بواسطة الرادار الفضائي. تقع بحيرة فوستوك نحو 4,000 متر (13,000 قدم) تحت سطح الطبقة الجليدية في القطب الجنوبي، وتغطي مساحة قدرها 14,000 كلم² (5400 ميل مربع).

### الآثار التاريخية
جرار محطة فوستوك: الجرار الثقيل ATT 11 الذي شارك في الاجتياز الأول لجيومغنطيسية القطب الجنوبي تم تعيينه كنصب تاريخي بناءً على اقتراح من قبل روسيا للاجتماع الاستشاري لمعاهدة القطب الجنوبي.
مجمع الأستاذ كودرياشوف للتنقيب: مبنى مجمع التنقيب يقع بالقرب من محطة فوستوك على ارتفاع 3488 متر. وقد تم إنشاؤه في موسم الصيف من عام 1983-1984. وتحت إشراف البروفيسور بوريس كودرياشوف، تم التنقيب عن عينات الجليد القديمة. وقد تم تعيينه كموقع تاريخي بناءً على اقتراح من قبل روسيا للاجتماع الاستشاري لمعاهدة القطب الجنوبي.

## المناخ
محطة فوستوك لها مناخ الغطاء الجليدي (EF)، مما يعني أن درجة الحرارة تكون تحت الصفر طوال السنة. تشهد المحطة أمطاراً بمقدار 22 مليمتر (0.87 إنش) فقط! (من الصعب جداً قياس هطول الأمطار، قياس مجموع تراكم الثلوج أسهل). وهي واحدة من أكثر الأماكن جفافاً على الأرض. تشهد محطة فوستوك 26 يوماً من هطول الثلج سنوياً. هي حتى الآن أبرد بقعة على وجه الأرض، مع أدنى درجة حرارة سجلت بمقدار -89.2 درجة مئوية (-128.6 درجة فهرنهايتية). متوسط درجة الحرارة في الصيف هو -31.9 درجة مئوية (-25.4 درجة فهرنهايتية). وفي الوقت نفسه، فإن متوسط درجة الحرارة في فصل الشتاء هو -68 درجة مئوية (-90 درجة فهرنهايت)، وكانت أعلى درجة حرارة سجلت هي -14.0 درجة مئوية (6.8 درجة فهرنهايت). ولكن في المقابل، هي أيضاً تعتبر واحدة من أشمس الأماكن على الأرض، فهي تواجه أقل من 300 ساعة من الشمس الحارة، على الرغم من عدم وجود أشعة شمس على الإطلاق من مايو إلى أغسطس. هناك ساعات المشمسة سنوياً أكثر من أشمس الأماكن في جنوب أفريقيا. فوستوك لديها أعلى مجموع أشعة شمس لمدة أي شهر ميلادي على الأرض، بمعدل 708.8 ساعات من أشعة الشمس في ديسمبر (22.9 ساعة يوميا). كما أن لديها أدنى مجموع أشعة شمس لمدة أي شهر ميلادي على الأرض، بمعدل 0 ساعة من أشعة الشمس في الشهر كحد أقصى خلال الليل القطبي.
| البيانات المناخية لـمحطة فوستوك   | البيانات المناخية لـمحطة فوستوك | البيانات المناخية لـمحطة فوستوك | البيانات المناخية لـمحطة فوستوك | البيانات المناخية لـمحطة فوستوك | البيانات المناخية لـمحطة فوستوك | البيانات المناخية لـمحطة فوستوك | البيانات المناخية لـمحطة فوستوك | البيانات المناخية لـمحطة فوستوك | البيانات المناخية لـمحطة فوستوك | البيانات المناخية لـمحطة فوستوك | البيانات المناخية لـمحطة فوستوك | البيانات المناخية لـمحطة فوستوك | البيانات المناخية لـمحطة فوستوك |
| الشهر                             | يناير                           | فبراير                          | مارس                            | أبريل                           | مايو                            | يونيو                           | يوليو                           | أغسطس                           | سبتمبر                          | أكتوبر                          | نوفمبر                          | ديسمبر                          | المعدل السنوي                   |
| --------------------------------- | ------------------------------- | ------------------------------- | ------------------------------- | ------------------------------- | ------------------------------- | ------------------------------- | ------------------------------- | ------------------------------- | ------------------------------- | ------------------------------- | ------------------------------- | ------------------------------- | ------------------------------- |
| الدرجة القصوى °م (°ف)             | −14.0 (6.8)                     | −21.0 (−5.8)                    | −30.0 (−22.0)                   | −33.0 (−27.4)                   | −38.0 (−36.4)                   | −33.0 (−27.4)                   | −34.1 (−29.4)                   | −34.9 (−30.8)                   | −34.3 (−29.7)                   | −33.6 (−28.5)                   | −24.3 (−11.7)                   | −14.1 (6.6)                     | −14.0 (6.8)                     |
| متوسط درجة الحرارة الكبرى °م (°ف) | −27.0 (−16.6)                   | −38.7 (−37.7)                   | −52.9 (−63.2)                   | −61.1 (−78.0)                   | −62.0 (−79.6)                   | −60.6 (−77.1)                   | −62.4 (−80.3)                   | −63.9 (−83.0)                   | −61.6 (−78.9)                   | −51.5 (−60.7)                   | −37.2 (−35.0)                   | −27.1 (−16.8)                   | −50.5 (−58.9)                   |
| المتوسط اليومي °م (°ف)            | −32.0 (−25.6)                   | −44.3 (−47.7)                   | −57.9 (−72.2)                   | −64.8 (−84.6)                   | −65.8 (−86.4)                   | −65.3 (−85.5)                   | −66.7 (−88.1)                   | −67.9 (−90.2)                   | −66.0 (−86.8)                   | −57.1 (−70.8)                   | −42.6 (−44.7)                   | −31.8 (−25.2)                   | −55.2 (−67.3)                   |
| متوسط درجة الحرارة الصغرى °م (°ف) | −37.5 (−35.5)                   | −50.0 (−58.0)                   | −61.8 (−79.2)                   | −67.8 (−90.0)                   | −69.1 (−92.4)                   | −68.9 (−92.0)                   | −70.4 (−94.7)                   | −71.5 (−96.7)                   | −70.2 (−94.4)                   | −63.1 (−81.6)                   | −49.8 (−57.6)                   | −38.0 (−36.4)                   | −59.8 (−75.7)                   |
| أدنى درجة حرارة °م (°ف)           | −56.4 (−69.5)                   | −64.0 (−83.2)                   | −75.0 (−103.0)                  | −86.0 (−122.8)                  | −81.2 (−114.2)                  | −83.8 (−118.8)                  | −89.2 (−128.6)                  | −88.3 (−126.9)                  | −85.9 (−122.6)                  | −76.1 (−105.0)                  | −63.9 (−83.0)                   | −50.1 (−58.2)                   | −89.2 (−128.6)                  |
| الهطول مم (إنش)                   | 1.0 (0.04)                      | 0.7 (0.03)                      | 2.0 (0.08)                      | 2.4 (0.09)                      | 2.8 (0.11)                      | 2.5 (0.10)                      | 2.2 (0.09)                      | 2.3 (0.09)                      | 2.4 (0.09)                      | 1.9 (0.07)                      | 1.1 (0.04)                      | 0.7 (0.03)                      | 22 (0.86)                       |
| متوسط الرطوبة النسبية (%)         | 70.1                            | 68.6                            | 66.2                            | 64.7                            | 64.7                            | 65.5                            | 65.7                            | 65.8                            | 66.2                            | 67.4                            | 68.7                            | 69.8                            | 67.0                            |
| ساعات سطوع الشمس الشهرية          | 696.4                           | 566.8                           | 347.3                           | 76.3                            | 0.0                             | 0.0                             | 0.0                             | 0.0                             | 203.4                           | 480.2                           | 682.3                           | 708.8                           | 3٬761٫5                         |
| المصدر #1:                        |                                 |                                 |                                 |                                 |                                 |                                 |                                 |                                 |                                 |                                 |                                 |                                 |                                 |
| المصدر #2:                        |                                 |                                 |                                 |                                 |                                 |                                 |                                 |                                 |                                 |                                 |                                 |                                 |                                 |

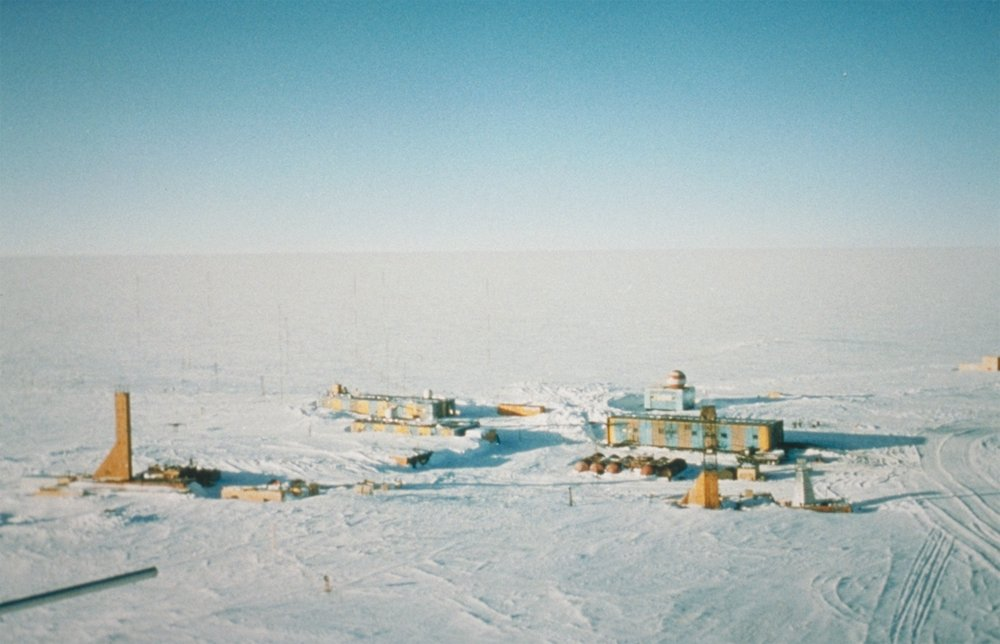
صورة بانورامية لمحطة فوستوك تبين تخطيط المخيم. البناء المخطط على اليسار هو محطة توليد الكهرباء، في حين أن البناء المخطط على اليمين هو المكان الذي ينام فيه الباحثون ويتناولون وجبتاهم فيه. المبنى الذي يقع في الخلف وفوقه كرة مخططة بالأحمر والأبيض هو مبنى الأرصاد الجوية. تم حفر خنادق في الغطاء الجليدي للتخزين، ولحفظ العينات في درجة حرارة -55 درجة مئوية (-67 درجة فهرنهايتية) على مدار السنة. الحقوق محفوظة لـ:(تود سورز، جامعة كولومبيا، باليسيدز، نيويورك.)

فوستوك أبرد بقعة على وجه الأرض. متوسط درجة الحرارة في الموسم البارد (من أبريل إلى أكتوبر) حوالي -65 درجة مئوية (-85 درجة فهرنهايتية)، بينما متوسط درجة الحرارة في الموسم الدافئ (من نوفمبر إلى مارس) حوالي -42 درجة مئوية (-44 درجة فهرنهايتية).
وكانت أدنى درجة حرارة مؤكدة تم قياسها على الأرض هي -89.2 درجة مئوية (-128.6 درجة فهرنهايتية) في فوستوك في 21 يوليو 1983 الساعة 05:45 توقيت موسكو، و7:45 توقيت فوستوك, و1:15 بالتوقيت العالمي. وهذا قد حطم الرقم القياسي السابق -88.3 درجة مئوية (-126.9 درجة فهرنهايتية) في 24 أغسطس 1960 والذي كان لنفس المحطة. درجات الحرارة المنخفضة تم تسجيلها في أعلى قمة في الغطاء الجليدي لأن درجة الحرارة تنخفض كلما صعدنا إلى أعلى.
أبرد رياح باردة كانت -124 درجة مئوية (-191 درجة فهرنهايتية) في 24 أغسطس 2005, وكانت درجة الحرارة الفعلية -74 درجة مئوية (-101 درجة فهرنهايتية).
على الرغم من أن هذه المعلومة غير مؤكدة، ولكن تم الإفادة بأن فوستوك وصلت إلى درجة حرارة -91 درجة مئوية (-132 درجة فهرنهايتية) في 28 يوليو 1997.
أعلى درجة حرارة تم تسجيلها في فوستك هي -14 درجة مئوية (-6.8 درجة فهرنهايتية)، وقد تم تسجيلها في يناير 1974.
أبرد شهر في فوستك كان أغسطس 1987 بمتوسط درجة حرارة -75.4 درجة مئوية (103.7 درجة فهرنهايتية)، وأدفؤ شهر كان ديسمبر 1989 بمتوسط درجة حرارة -28 درجة مئوية (-18 درجة فهرنهايتية).
بالإضافة إلى درجات الحرارة الباردة جداً، هناك عوامل أخرى تجعل فوستوك واحدة من أصعب الأماكن على الأرض للسكن البشري:
- الرطوبة في الهواء شبه منعدمة
- متوسط سرعة الرياح 5 متر/ثانية (11 ميل/الساعة, 18 كم/ساعة)، يرتفع أحيانا ليصل إلى 27 متر/الثانية (60 ميل/الساعة, 97 كم/ساعة).
- نقص في الأوكسجين بسبب الارتفاع عن سطح البحر بمقدار 3488 متر (11444 قدم).
- معدل تأين أسرع في الهواء
- الليلة القطبية التي تستمر حوالي 130 يوما، اعتبارا من أواخر أبريل إلى أواخر شهر أغسطس، بما في ذلك 85 يوماً متواصلة من الليل القطبي المدني (أي: مظلم جدا للقراءة، تكون الشمس خلال هذه اللية أكثر من 6 درجات تحت الأفق.)[21]

التأقلم على مثل هذه الظروف يمكن أن يستغرق أسبوع إلى شهرين، ويرافقه صداع، تشنجات في العين، آلام في الأذن، نزيف في الأنف، اختناق، ارتفاع مفاجئ في ضغط الدم، أرق، فقدان الشهية، القيء، آلام في المفاصل والعضلات، التهاب في المفاصل، فقدان في الوزن من 3-5 كغم (7-11 رطل) (وأحيانا تصل إلى 12 كجم (26 رطلا)).

## التنقيب عن العينات الجليدية
في السبعينات، قام الاتحاد السوفيتي بالتنقيب عن مجموعة العينات في عمق 500-952م تحت الجليد. وقد استخدمت هذه العينات لد تركيب نظير الأوكسجين، وقد أظهرت الدراسات أن الجليد الموجود تحت عمق 400 متر كان من العصر الجليدي الأخير. ثم تم حفر 3 ثقوب: في عام 1984, وصل ثقب (ثريجي) إلى عمقه النهائي 2202م, وفي عام 1990, وصل ثقب (فورجي) إلى عمقه النهائي 2546م, وفي عام 1993, وصل ثقب (فايفجي) إلى عمقه النهائي 2755م, بعد إغلاق المحطة مؤقتاً، تم الاستمرار في التنقيب في فصل الشتاء لعام 1995. في عام 1996, تم إيقاف أعمال التنقيب على عمق 3623م, وذلك بناءً على طلب من اللجنة العلمية لأبحاث القطب الجنوبي التي عبرت عن مخاوف بشأن احتمال تلوث بحيرة فوستوك. هذه العينة الجليدية تم التنقيب عنها بالتعاون مع الفرنسيين، أنتجت سجلاً عن الظروف البيئية التي حدثت في الماضي على مدى 420,000 سنة وتغطي أربع فترات جليدية سابقة. لوقت طويل كانت هذه هي العينة الوحيدة التي تغطي العديد من العصور الجليدية. ولكن في 2004 تم اكتشاف العينة إيبيكا والتي كانت تغطي فترة زمنية أطول. في عام 2003 تم السماح باستمرار التنقيب، ولكنه توقف على بعد 130 متر فقط عن البحيرة.

## الثقافة الشعبية
تم تأجير محطة فوستوك من قبل مليونير أمريكي يأمل أن تبقى آمنة، عقب انتشار الزومبي عالمياً، في رواية ماكس بروكس حرب الزومبي العالمية.

## وصلات خارجية
- الصفحة الرسمية للأبحاث في القطبين الجنوبي والشمالي
- صفحة محطة فوستوك نسخة محفوظة 12 أكتوبر 2018 على موقع واي باك مشين.
- بيانات درجات الحرارة في فوستك
- بيانات فوستوك الحالية
- محطة فوستوك القطب الجنوبي
- مهارات التأقلم في القطب الجنوبي
- خريطة القطب الجنوبي